# Cape Bay Beach
Cape Bay Beach (do 12 czerwca 1974 Bay Beach) – plaża (beach) w kanadyjskiej prowincji Nowa Szkocja, w hrabstwie Lunenburg, na północnym wybrzeżu zatoki Bantam Bay (44°11′34″N, 64°22′37″W); nazwa Bay Beach urzędowo zatwierdzona 8 lipca 1954.